# Dalgopol (huyện)
Dalgopol là một huyện thuộc tỉnh Varna, Bungaria. Dân số thời điểm năm 2001 là 15902 người.